# Affenstein (Adelsgeschlecht)

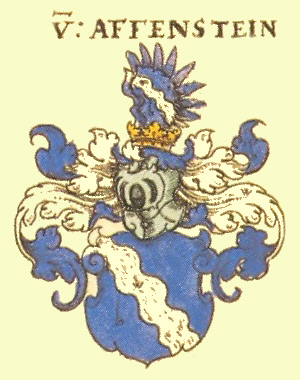
Wappen der pfälzischen Affensteiner aus Siebmachers Wappenbuch, um 1600

Ein Geschlecht von Affenstein zählte vom Mittelalter bis zur frühen Neuzeit zum niederen Adel der nordöstlichen Vorderpfalz, die heute zum Land Rheinland-Pfalz gehört. Vertreter sind in Adelsregistern der Region als in Dirmstein und Ellerstadt ansässig erwähnt. In beiden Ortschaften, die in Nord-Süd-Richtung auf damaligen Wegen etwa 16 km oder drei Gehstunden auseinanderlagen, gab es eine Affensteinische Burg.
Möglicherweise bestanden familiäre Beziehungen zum Geschlecht der Flersheimer, die aus dem heute rheinhessischen Niederflörsheim 10 km nördlich von Dirmstein stammten. Eine Verwandtschaft zu den postulierten Namensgebern der Burg Affenstein bei der etwa 45 km nordwestlich gelegenen Stadt Bad Kreuznach an der Nahe ist nicht belegt.
Nach den Affensteinern sind in Dirmstein eine Straße und eine Gaststätte benannt.

## Geschlecht von Affenstein

### Name und Wappen

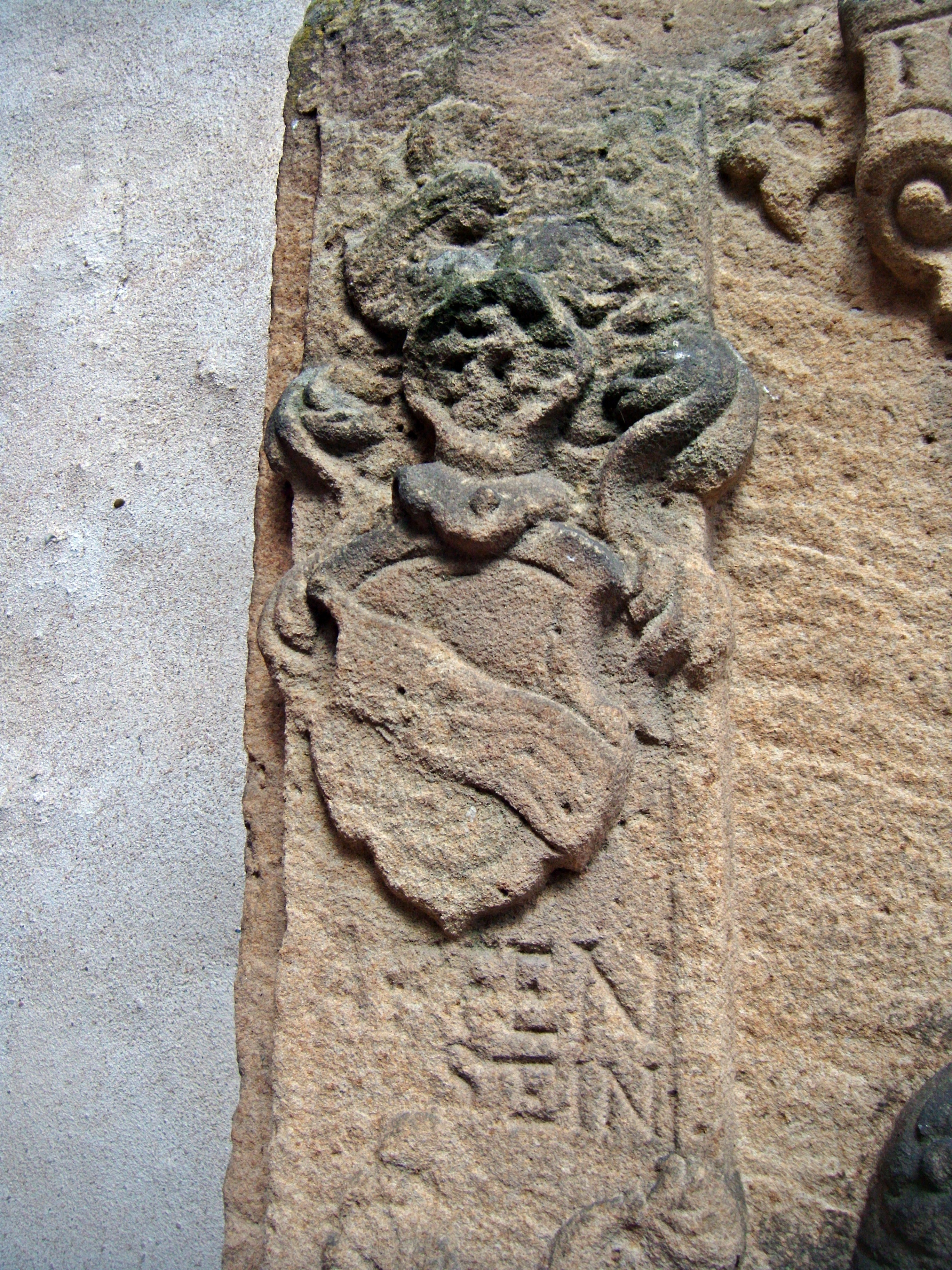
Wappen der Affensteiner am Epitaph des Wolf Leyser von Lambsheim und von Affenstein
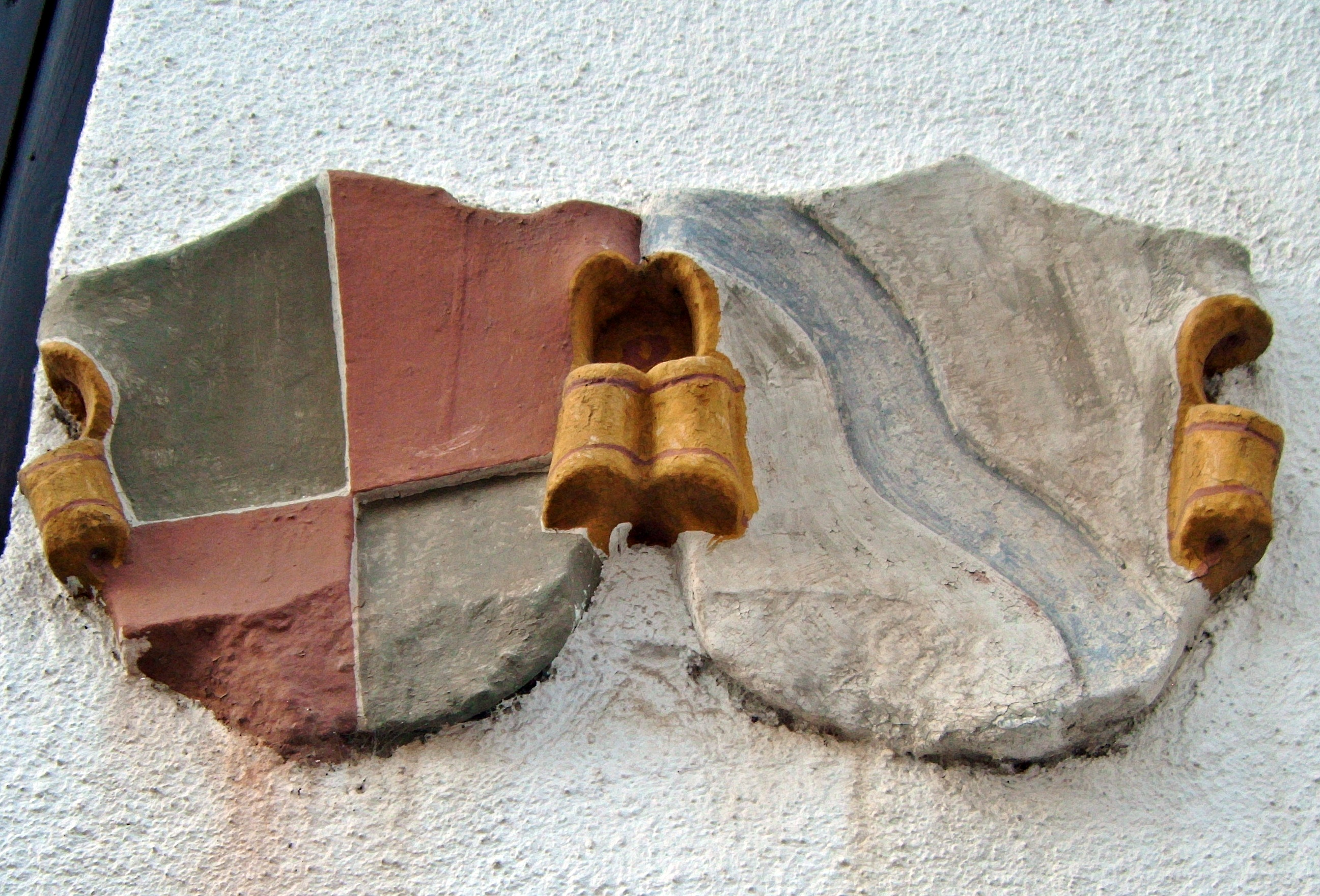
Lambsheim, Hinterstraße 11, ehemaliger Leyserhof, Wappenstein Leyser von Lambsheim und von Affenstein
Wappen von Ellerstadt mit rechts dem Gerichtssiegel von 1567 der Ellerstadter Affensteiner
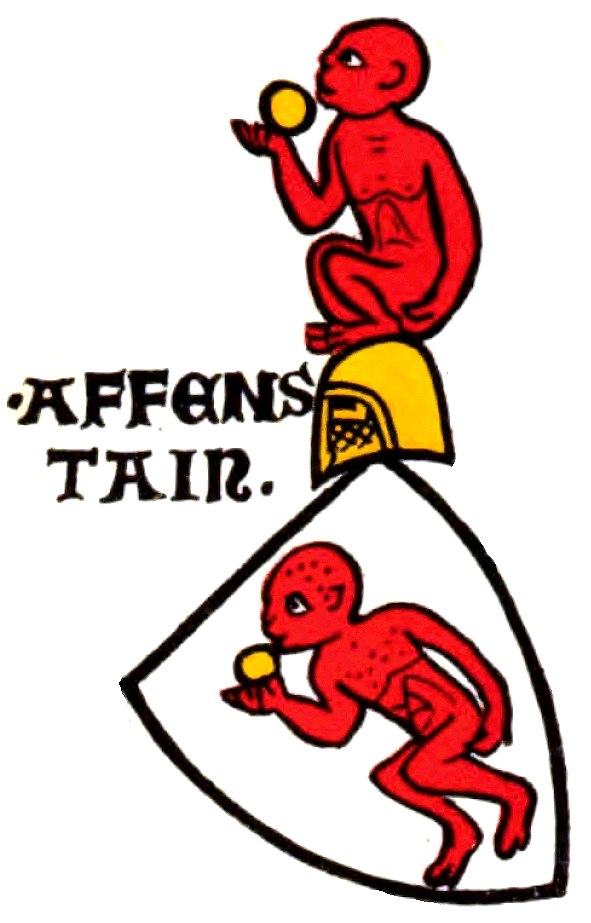
Wappen einer anderen Familie von Affenstein: Zürcher Wappenrolle (um 1335/1345)

Der Familienname stammt nicht von der Säugetiergruppe der Affen, sondern ist abgeleitet von einer alten pfälzischen Bezeichnung für die Feldulme, die je nach Gegend Effer, Affer oder Apper genannt wurde.
Das Wappen der pfälzischen Affensteiner ist blau und durch einen silbernen Wellenbalken schräg geteilt. In dieser Form erscheint es auch auf dem Epitaph der Dirmsteinerin Maria von Affenstein († 1556) und ihres Gatten Jakob von Helmstatt in Lambsheim, das im Historischen Museum der Pfalz zu Speyer aufbewahrt wird. Eine identische Darstellung in Stein zeigt das Epitaph des Wolf Leyser von Lambsheim und von Affenstein († 1587), das sich an der Außenwand der katholischen Pfarrkirche St. Ulrich in Deidesheim befindet. Eine Nebenform führten laut Gerichtssiegel von 1567 die Affensteiner in Ellerstadt.
Eine andere Familie, die sich ebenfalls Affenstein nannte und ihr Wappen mit einem Affen versah, der auf einem Stein sitzt und aus einem Pokal Wein trinkt – s. Abbildung in der Zürcher Wappenrolle, die um 1335/1345 entstand – hat mit den pfälzischen Affensteinern offenbar nichts zu tun.

### Ursprung
Vieles spricht dafür, dass das pfälzische Geschlecht seinen Ursprung in Dirmstein hatte und hier seinen Namen nach der ersten Wohnstätte erhielt. Dieser Name wurde dann auf die zweite Wohnstätte übertragen. Deren mutmaßlicher Standort (⊙) war östlich der Laurentiuskirche und links des Eckbachs, der bis in die 1920er Jahre mitten durchs Dorf floss. Jenseits des Eckbachs, wenige Dutzend Meter weiter südöstlich, gab es bis gegen Ende des 20. Jahrhunderts einen größeren Bestand von alten Ulmen, die dann dem Ulmensterben zum Opfer fielen. Dort bei den Appen oder Affen, also bei den Ulmen, könnte die Familie von Affenstein bereits vor dem Kauf der später nach ihr benannten Burg gewohnt haben – in einem „Stein“, wie ein Steinhaus nach fränkischem Sprachgebrauch genannt wurde. Da es sich um ein benachbartes Anwesen handelte, darf angenommen werden, dass die Affensteiner die Burg aus diesem Grund erworben haben.
In den vom Dirmsteiner Ortsadligen und Chronisten Caspar Lerch IV. zitierten Adelsverzeichnissen des 13. und 14. Jahrhunderts tauchen die Affensteiner als Geschlecht nicht auf. In Dirmstein sind sie, obwohl ihr fränkischer Namensursprung sicherlich einige Jahrhunderte zurückreichen könnte, urkundlich nur von 1510 bis zu ihrem Aussterben 1649 fassbar, ihre Burg überdauerte sie bis 1748. Nach dem Geschlecht heißt die von der Laurentiuskirche nach Süden führende Straße Affenstein, ebenso eine an dieser Straße liegende Gaststätte.
Eventuell schon um 1500, spätestens jedoch ab 1548 gehörte auch ein Drittel von Ellerstadt den Affensteinern; sie nannten hier ebenfalls eine Burg ihr Eigen. 1577 wurden sie durch die Flersheimer abgefunden, die schon vorher zwei Drittel des Ortes besessen hatten. Für die Affensteiner scheint die Ellerstadter Ära, die möglicherweise auf einem Erbgang beruhte, eine eher kurze Periode von maximal einem Jahrhundert gewesen zu sein.

### Namensträger
Namentlich fassbar sind u. a. die folgenden, im Zusammenhang mit den Affensteinischen Burgen näher behandelten Vertreter:
- Der den Doktortitel führende Wolf von Affenstein, kurpfälzischer Hofrichter und Reichstagsgesandter,[7][8] lebte in der 2. Hälfte des 15. und in der 1. Hälfte des 16. Jahrhunderts. Er erwarb 1510 die vorhandene Dirmsteiner Burg und fungierte als deren Namensgeber. Seine Tochter Maria († 1556) war die Gattin des kurpfälzischen Amtmanns Jakob von Helmstatt. Die Tochter Regula Christophera von Affenstein heiratete Friedrich II. Hund von Saulheim, und beider Sohn war Johann Friedrich Hund von Saulheim († 1635), seit 1612 deutscher Johanniter-Großprior und Reichsfürst von Heitersheim.
- Friedrich Casimir von Affenstein, geboren in der 2. Hälfte des 16. Jahrhunderts als Enkel, vielleicht auch Urenkel des Wolf von Affenstein, starb 1622 als kurfürstlicher Hauptmann und war letzter Lehnsmann der Dirmsteiner Burg.
- Georg Philipp von Affenstein, Sohn des Friedrich Casimir von Affenstein, starb 1649 als letzter männlicher Vertreter des Geschlechts.

## Affensteinische Burgen

### Affensteinische Burg Dirmstein
Von der 1748 restlos abgebrochenen Affensteinischen Burg Dirmstein gibt es keine Überreste. Es ist nur noch die ungefähre Lage im Dorf bekannt, nämlich „zu Dirmstein bey der oberen Kirche gelegen“.

### Affensteinische Burg Ellerstadt
Von der Affensteinischen Burg Ellerstadt ist nichts erhalten. Die Niederungsburg lag an der heutigen Speyerer Straße, die nach Fußgönheim führt, also im Osten des Ortskerns. Dort fließt der Schwanengraben, dessen Wasser wohl zur Befüllung des Burggrabens verwendet wurde. Urkundlich erwähnt wurde die Burg 1502. Im 17. Jahrhundert, entweder im Dreißigjährigen Krieg oder im Pfälzischen Erbfolgekrieg, wurde sie zerstört.

## Weitere Adelsgeschlechter in der Region
- Flersheim
- Leiningen
- Lerch von Dirmstein
- Leyser von Lambsheim
- Nagel von Dirmstein
- Sturmfeder von Oppenweiler
- Von der Hauben